# Időzsaru (film, 1994)
Az Időzsaru (eredeti cím: Timecop) 1994-ben bemutatott amerikai sci-fi/akciófilm, melyet a Dark Horse képregénykiadó Timecop című sorozatából Peter Hyams rendezett.
A film főszereplői Jean-Claude Van Damme, Ron Silver, Bruce McGill és Mia Sara. A történet a jövőben (2004) játszódik és az időutazást teszi középpontba. Van Damme egy TEC ügynököt alakít, akinek feladata, hogy visszahozza a jelenbe azokat az embereket, akik megváltoztatták a múltat. Felesége tíz évvel korábban halt meg, de ez ellen nem tud mit tenni, mert a múlt megváltoztatása bűncselekmény.
Az Időzsaru Van Damme legtöbb bevételt hozó filmje (több mint 100 millió dollár világszerte). Azok a kritikusok is az egyik legjobb Van Damme filmnek tartják, akik általában kritizálják a belga akciósztár színészi teljesítményét.

## Cselekmény
A film elején 1863-ban, az Amerikai Polgárháborúban járunk. Egy csapat katona éppen a déli tábornok, Robert E. Lee aranyát szállítja, mikor egy ismeretlen, kabátot viselő férfi megállítja őket és az arany átadását követeli. Mikor a katonák túlerőrejükre és fegyvereikre hivatkozva nem teljesítik követelését, a férfi előkap két, akkor még nem létező modern gépfegyvert és lelövi őket.
1994-ben George Spota, Bill Clinton elnök asszisztense konferenciát hív össze a szenátusban. Ott elmondja, az időutazás valósággá vált, de ez azzal jár, hogy össze kell hozni egy speciális rendőrséget, mivel így rossz szándékú emberek is visszamehetnek az időben a múlt különböző eseményeinek megváltoztatása céljából, ez viszont beláthatatlan következménnyel járna a jövőre nézve. Végül megalapítják a Time Enforcement Commission-t (TEC), a vezetői posztra a washingtoni rendőrt, Eugene Matuzakot jelölik ki, Aaron McComb (Ron Silver) szenátor pedig a felügyelői feladatra jelentkezik önként.
Max Walker (Van Damme) egy TEC ügynök a 2004-es évben. Tíz évvel korábban elvesztette feleségét, mikor egy banda betört a házukba és felégette azt. Walker azóta nem tudja kiheverni Melissa elvesztését és bármennyire is meg nem történtté akarná tenni a dolgot, nem szánja rá magát, mivel a múlt megváltoztatása halálbüntetéssel jár.
Egy nyomozás során 1929-be utazik vissza, a Wall Street-i tőzsdeösszeomlás kezdetére. Volt társát Lyle Atwood-ot kell visszahoznia, aki pénzszerzési szándékkal tartózkodik a múltban. Walker elkapja Atwood-ot, mire az bevallja, hogy McComb szenátor küldte őt vissza, mivel az a célja, hogy ő legyen az Amerikai Egyesült Államok következő elnöke. Az ehhez szükséges pénzt a múltban szerzi meg úgy, hogy a tőzsdeösszeomlás során a múltba visszaküldött Atwood közreműködésével szinte ingyen vásároltatja fel az eseményt túlélő és később is prosperáló cégek részvényeit.
Walker arra kéri Atwood-ot, hogy a tárgyaláson valljon McComb ellen, ám a volt társ fél, mivel McComb azt mondta neki, ha vall, visszamegy az időben és megöli a családját, mielőtt megszületett volna. Walker visszaviszi 2004-be a volt társát, ám az nem vall, így halálra ítélik. Walker, bizonyíték híján csak főnökének és személyes jóbarátjának Matuzak-nak mondja el a dolgot.
Egy rutinellenőrzés során a TEC-nél Spota és McComb jelenik meg. McComb találkozik Walker-el, ám a férfi nem rajong érte túlságosan. A szenátor elsődleges célja, hogy feloszlassa a TEC-t.
Másnap reggel Walker-t megtámadják McComb emberei a saját lakásán. Walker visszaveri a támadást, majd a TEC központban Matuzak kijelöl mellé egy társat, Sarah Fielding-et, akit azzal bíztak meg, figyelje meg Walker-t, mivel felsőbb körökben már rá is gyanakodnak Atwood miatt. Nem sokkal később bajt észlelnek, így Walker-t és az újdonsült társát küldik bevetésre.
Walker és Sarah visszamegy 1994-be. Egy raktárba mennek, ahol észreveszik Jack Parker-t, a feltalálót, aki később kifejleszt egy computer chipet, ami milliókat fog hozni neki. A raktárban ott van McComb 1994-es énje, majd az öregebb is megjelenik. Az öregebb McComb felfedi a tervét, majd Walker ráfogja a pisztolyt. Ám akkor Sarah-ról kiderül, ő is áruló, ugyanúgy állította a szenátor a maga oldalára, mint ahogy Atwood-ot is. Walker kiszabadul, McComb viszont megöli Parker-t és Sarah-t is. Mikor már senki sem maradt ott, Walker is visszamegy a jövőbe.
2004-ben Walker súlyos következményeket vesz észre. McComb már csak karnyújtásnyira van, hogy ő legyen az új elnök és így a TEC-et is elkezdték feloszlatni. Walker próbál beszélni Matuzak-el, ám ebben a jövőben cseppet sem állnak baráti viszonyba és Sarah-ról sincs semmi információ.
Walker meggyőzi főnökét, hogy küldje vissza 1994-be, mivel feltehetőleg Sarah még él és vére megtalálásával elkaphatja a szenátort és visszaállíthat mindent a normális kerékvágásba. Matuzak végül beleegyezik, ám az időgép használatakor lelövik, de Walker sikeresen visszamegy a múltba.
1994-ben Walker felkeresi a kórházat, majd Sarag vére után néz. A vérminták keresésekor ráakad felesége, Melissa vérére is és megtudja hogy a nő terhes. Mikor visszaér a kórterembe, Sarah már halott, mivel McComb emberei megölték. A férfi elkezdi üldözni a két bűnözőt.
Walker egy bevásárlóközpontba jut, ahol pontosan 10 évvel korábban találkozott Melissával. Melissa először nem ismeri meg a férfit, majd Walker elmondja neki a történteket és annyit fűz hozzá, hogy a fiatalabb énjét semmiképp se engedje ma este otthonról. Majd Walker elmegy és látja amint 10 évvel korábbi énje találkozik Melissával.
Aznap este ugyanúgy történik minden. Walker-ék házát megtámadják McComb emberei. Ám mielőtt még a fiatalabb Walker eltávozna, Melissa bevallja, hogy terhes. Majd észreveszi a támadókat. Az öregebb Walker kintről figyel, majd segít neki. Az összecsapás során a fiatalabb Walker eszméletét veszti, McComb pedig fegyvert nyom Melissa fejének. Walker patthelyzetben van, ám akkor megjelenik a szobában McComb fiatalabb énje, mivel Walker átverte. A férfi odalöki a fiatalabb McComb-ot az öregebbhez és mivel két test nem lehet ugyanabban a térben, a szenátor megsemmisül. Walker megfogja Melissá-t és kiviszi a házból, mielőtt az felrobbanna.
Walker visszatér 2004-be és megkönnyebbüléssel fogadja, hogy minden visszatért a normális kerékvágásba: Parker sikeresen vállalatot üzemeltet, ami a TEC-et támogatja. Fielding él és nem korrupt, Matuzak sokkal barátságosabb, McComb-nak pedig 10 évvel korábban nyoma veszett. A történet végén Walker hazamegy újjáépített házába a feleségéhez és a fiához.

## Szereplők
| Szerep                    | Színész               | Magyar hang      |
| ------------------------- | --------------------- | ---------------- |
| Max Walker ügynök         | Jean-Claude Van Damme | Mihályi Győző    |
| Melissa Walker            | Mia Sara              | Kováts Adél      |
| Aaron McComb szenátor     | Ron Silver            | Székhelyi József |
| Eugene Matuzak parancsnok | Bruce McGill          | Kránitz Lajos    |
| Sarah Fielding ügynök     | Gloria Reuben         | Szirtes Ági      |
| Ricky                     | Scott Bellis          | Forgács Péter    |
| Lyle Atwood ügynök        | Jason Schombing       | Berzsenyi Zoltán |
| George Spota              | Scott Lawrence        | Jakab Csaba      |
| Utley szenátor            | Kenneth Welsh         | Szersén Gyula    |
| Reyes                     | Brad Loree            |                  |
| Jack Parker               | Kevin McNulty         | Melis Gábor      |
| Marshall bírónő           | Gabrielle Rose        | Bessenyei Emma   |
| idegen                    | Callum Keith Rennie   |                  |
| Walker fia                | Cole Bradsen          | Szalay Csongor   |

## A film készítése
A film a Dark Horse képregényei alapján készült, amely szintén a Timecop (Időzsaru) címet viseli. A jeleneteket kék vászonnal forgatták, ahol Jean-Claude és Ron Silver autóikkal mennek. Az utómunkában adták hozzá digitálisan a Fehér Ház és D.C. háttereket.
A filmben egy jelenetben, amikor Jean-Claude-ot küldenék a jövőbe a kilövőn, kirak egy Black Black nevű japán rágógumit a műszerfalra. 1994 során Jean-Claude feltűnt a Black Black nevű japán rágógumi televíziós reklámjaiban. Ebben a filmben is Mark Stefanich volt Jean-Claude kaszkadőre/dublőre, csakúgy, mint a Dupla dinamit, a Tökéletes katona és a Hiába futsz című filmjében.

## Fogadtatás

### Bevételi adatok
Az Időzsarut 1994 szeptember 16-án mutatták be és rögtön az első helyen nyitott 12 064 625 dollárral, 2228 moziban. A második héten 876 615 dollárt hozott. Az USA-ban összesen 45 millió dollárt termelt, így ez a film volt Van Damme első nagy pénzt hozó filmje. Világszerte a film 101 milliót, a videóeladásokkal 20 624 999 dollárt hozott össze.

### Kritikai visszhang
A kritikák vegyesek voltak a filmről. Bár Van Damme színészi teljesítményét általában kritizálják a kritikusok, ám itt sokan megdicsérték játékát, sokak szerint ebben a filmben alakít a legjobban. Roger Ebert filmkritikus egy alacsony költségvetésű Terminátor utánzatnak nevezte a filmet, ami nem akar mást csinálni, csak szórakoztatni. Richard Harrington a Washington Post magazintól dicsérte Van Damme-ot, mivel szerinte ebben a filmben sikerült felülmúlnia önmagát.
Sokan dicsérték azt az elemet, ami arról szól, hogy az időben csak a múltba lehet utazni, a jövőbe nem, mivel a jövő folyamatos mozgásban van. Roger Ebert áttekintése során megjegyezte, hogy a filmben szereplő időparadoxon a gyenge pontja az ilyenfajta filmnek.

### Díjak és jelölések
| Díj                   | Kategória                    | Jelölt             | Eredmény |
| --------------------- | ---------------------------- | ------------------ | -------- |
| Szaturnusz-díj (1995) | Legjobb női mellékszereplő   | Mia Sara           | Elnyerte |
| Szaturnusz-díj (1995) | Legjobb sci-fi-film          |                    | Jelölve  |
| Szaturnusz-díj (1995) | Legjobb forgatókönyv         | Mark Verheiden     | Jelölve  |
| Szaturnusz-díj (1995) | Legjobb speciális effektusok | Gregory L. McMurry | Jelölve  |

## Kapcsolódó művek
Az eredeti film a Timecop című képregényen alapul, amely alapján 1997-ben készítettek egy kilencrészes tv-sorozatot, szintén Időzsaru címmel. Az ABC csatorna sugározta, a főszerepekben T.W. King mint Jack Logan és Cristi Conaway mint Claire Hemmings játszott.
2003-ban kiadták a kizárólag DVD-re gyártott folytatást, az Időzsaru 2: Verseny az idővel címmel, itt a főszerepet már Jason Scott Lee és Thomas Ian Griffith játszotta, a filmet pedig Steve Boyum rendezte.
1995-ben kiadtak az első film alapján egy videójátékot SNES gépekre.
1997 és 1999 között kiadtak egy regénysorozatot, amelyet Dan Parkinson írt, a regény főhőse pedig a tv-sorozatból ismerős Jack Logan volt.

## Fordítás
- Ez a szócikk részben vagy egészben  a   Timecop című angol Wikipédia-szócikk fordításán alapul.  Az eredeti cikk szerkesztőit annak laptörténete sorolja fel. Ez a jelzés csupán a megfogalmazás eredetét és a szerzői jogokat jelzi, nem szolgál a cikkben szereplő információk forrásmegjelöléseként.